# Traian (Bacău)
Pour les articles homonymes, voir Traian.
Traian est une commune du județ de Bacău en Roumanie.